# Федько, Иван Фёдорович
Ива́н Фёдорович Федько́ (24 июня [6 июля] 1897, Хмелев, Полтавская губерния — 26 февраля 1939, Москва) — советский военачальник, командарм 1-го ранга (1938), участник Первой мировой войны, герой Гражданской войны в России, большевик с 1917 года. Член ЦИК СССР, депутат Верховного совета СССР первого созыва, член Военного совета при наркоме обороны СССР. Расстрелян в 1939 году по обвинению в участии в «военно-фашистском заговоре в РККА». В 1956 году посмертно реабилитирован.

## Биография

### Ранние годы
Иван Фёдорович Федько родился в селе Хмелев Роменского уезда Полтавской губернии (ныне — Роменского района Сумской области Украины) в бедной крестьянской семье. Был крещён в православии, стал атеистом.
Осенью 1904 года семья Федько, с 7-ми летним сыном Иваном, переехала в Бессарабию. Семья часто меняла место жительства — жили в Бельцах, в Сороках, в Комрате, где Иван закончил начальное народное училище с похвальным листом, затем жили в Кишинёве, с 1915 года — в Бендерах.
В губернском городе Кишинёве Иван Федько, проучившись четыре года в Александровском ремесленном училище (на улице Измайловской), в мае 1915 года закончил его с отличием, приобрёл профессию столяра-краснодеревщика и поступил работать на местную мебельную фабрику.

### Служба в Русской императорской армии
Осенью 1915 года, в Бендерах, 18-ти летний Иван Федько поступил охотником (добровольцем) на военную службу. Выдержав, по направлению уездного воинского начальника, испытания по наукам при Бендерском реальном училище (для приобретения льгот по образованию), с 31 декабря 1915 года был зачислен в местный пехотный полк в Бендерах вольноопределяющимся 2-го разряда. По прохождении начальной военной подготовки, вольноопределяющийся рядового звания Федько был переведен в переменный состав 42-го пехотного запасного полка в Тирасполе, оттуда, в апреле 1916 года, направлен в Ораниенбаум, в переменный состав 1-го запасного пулемётного полка, где прошёл 3-х месячный курс обучения пулемётному делу. В июле 1916 года повышен в звании до ефрейтора.
Участник Первой мировой войны. 
20 июля 1916 года направлен в действующую армию. Воевал пулемётчиком на Юго-Западном фронте, в составе пулемётной команды 420-го пехотного Сердобского полка 105-й пехотной дивизии 32-го армейский корпуса 8-й армии. Участник летнего наступления 1916 года. Был ранен (оставался в строю), командовал отделением.
По истечении одного года службы в нижних чинах, в феврале 1917 года Иван Федько был направлен на учёбу в 4-ю Киевскую школу подготовки прапорщиков пехоты. После успешного окончания 4-х месячного учебного курса школы, 24 июня 1917 года приказом Командующего войсками Киевского военного округа был произведен в офицерский чин прапорщика армейской пехоты (утвержден Приказом Временного Правительства от 16 октября 1917 года).
Дальнейшую службу проходил в украинизированном батальоне 35-го запасного пехотного полка в Феодосии, в должности младшего офицера роты; командовал взводом.
В июне 1917 года вступил в РСДРП(б).
С августа по ноябрь 1917 года — выборный командир батальона 35-го запасного пехотного полка. Тогда же организовал в Феодосии революционный комитет, а в январе 1918 года — отряд Красной гвардии, развёрнутый позже в 1-й Черноморский революционный полк.
Активный участник установления Советской власти в Феодосии и в Крыму, был причастен к «красному» террору в Феодосии в 1918 году.
1 марта 1918 года был демобилизован из «старой» русской (бывшей императорской) армии.

### Гражданская война в России
Активный участник Гражданской войны в России. 
В марте 1918 года, ещё на стадии формирования, полк Федько (тогда — 1-й Черноморский отряд) совершил рейд по Северной Таврии и Херсонщине и 20—23 марта 1918 года принял участие в Николаевском восстании против австро-германских интервентов, вступивших в город. После поражения восстания полк Федько до 1 мая 1918 года сражался с интервентами в Северной Таврии и в Крыму. В апреле 1918 года в районе Чонгарского моста и у Джанкоя в составе вооружённых сил Советской социалистической республики Тавриды оборонял Крым от наступавших в авангарде интервентов вооружённых формирований Украинской народной республики.
В дальнейшем Иван Федько воевал на Северном Кавказе. С мая по июль 1918 года командовал третьей и первой колоннами войск Кубано-Черноморской советской республики, особенно отличился при обороне Тихорецкой от войск генерала А. И. Деникина, где получил 7 ранений.
Летом 1918 года под Тихорецкой он организовал автоотряд из трофейных автомобилей с установленными на них пулемётами.
После излечения командовал первой колонной Белореченского боевого участка. С 27 октября по ноябрь 1918 года назначен исполняющим обязанности главнокомандующего революционными войсками Северного Кавказа. В ноябре 1918 — феврале 1919 годов был помощником командующего 11-й армией РККА.
В 1919 году Федько стал членом Реввоенсовета Крымской Советской Социалистической Республики и заместителем командующего Крымской армией подчинённой 14-й армии РККА до 21 июля 1919, преобразованной в Крымскую стрелковую дивизию. 22—27 июля 1919 был начальником Крымской стрелковой дивизии 14-й армии, 27 июля — 11 ноября 1919 — начальником 58-й стрелковой дивизии, которая в августе 1919 года в составе войск 12-й армии РККА в течение месяца вела бои против Вооружённых сил Юга России, прикрывая с востока войска группы при их продвижении на север, к Киеву. В августе 1919 года едва не был расстрелян матросами-анархистами из команды одного из бронепоездов, спасён бывшим анархистом А. В. Мокроусовым. За боевые отличия дивизия была награждена Почётным революционным Красным знаменем, а начдив Иван Федько был удостоен ордена Красного Знамени РСФСР.
В 1920 году командовал группой войск 13-й армии и 46-й стрелковой дивизией. За руководство дивизией в боях с «белой» армией барона Врангеля в Северной Таврии, проявленную храбрость и мужество был награждён вторым орденом Красного Знамени РСФСР.
В ноябре 1920 — апреле 1921 годов в Феодосии особый отдел 46-й стрелковой дивизии РККА, которой командовал Федько, участвовал в массовых казнях пленных белогвардейцев.
В 1921 году Иван Федько участвовал в подавлении антисоветского восстания в Кронштадте, — командовал 187-й курсантской стрелковой бригадой, за что был награждён третьим орденом Красного Знамени РСФСР. После этого, в мае 1921 года, Федько участвовал в подавлении крестьянского восстания в Тамбовской губернии, будучи назначенным командиром 1-го боевого участка. За отличия в подавлении Тамбовского восстания в 1924 году был награждён четвёртым орденом Красного Знамени РСФСР.

### Карьера в РККА после войны

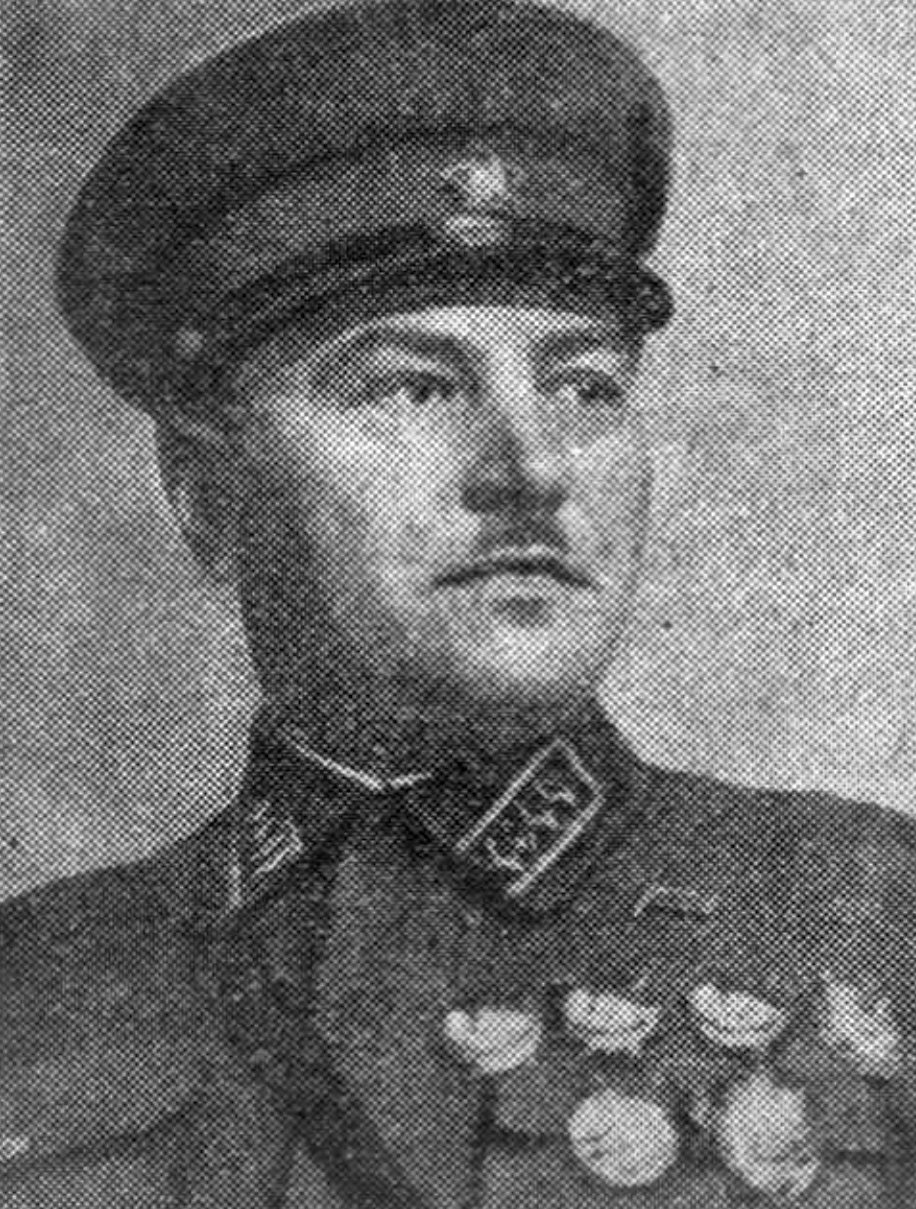
И. Ф. Федько, январь 1938 года

23 декабря 1922 года окончил Военную академию РККА с оценкой «весьма удовлетворительно».
С 1922 года — командир 18-й Ярославской стрелковой дивизии. С апреля 1924 года — командир 13-го стрелкового корпуса. Корпус участвовал в борьбе с басмачеством на территории Средней Азии. С ноября 1925 года Федько — командир 2-го стрелкового корпуса.
С февраля 1927 года — начальник штаба Северо-Кавказского военного округа. С октября 1928 года — помощник командующего войсками Ленинградского военного округа. С февраля 1931 года — командующий Кавказской Краснознамённой армией. С марта 1932 года — командующий войсками Приволжского военного округа.
17 октября 1933 года назначен помощником командующего войсками Особой Краснознамённой Дальневосточной армии В. К. Блюхера. 20 июня 1934 года сменил В. К. Путну на должности командующего Приморской группой войск ОКДВА.
С мая 1937 года по январь 1938 года — командующий войсками Киевского военного округа. С января 1938 года — первый заместитель Наркома обороны СССР. Одновременно с марта 1938 года был членом Главного военного совета РККА.
В 1937 году был избран депутатом Верховного Совета СССР 1-го созыва, а на его 1-й сессии в январе 1938 года — членом Президиума Верховного Совета СССР. В феврале 1938 года был награждён орденом Ленина и юбилейной медалью «20 лет РККА».

### Арест и казнь
Показания на И. Ф. Федько следователи Особого отдела ГУГБ НКВД СССР стали собирать ещё в 1937 году. В апреле 1938 года в присутствии И. В. Сталина были даны очные ставки Федько с арестованными И. А. Халепским, С. П. Урицким и И. П. Беловым, на которых они подтвердили свои показания об участии Федько в военно-фашистском заговоре в РККА, а сам Федько все обвинения категорически отрицал. 1 мая 1938 года Федько обратился с письмом к Сталину, в котором продолжал настаивать на своей невиновности, а, не получив ответа, 30 июня направил ещё одно аналогичное письмо.
Федько был арестован 7 июля 1938 года. Сразу же был подвергнут физическим методам воздействия и уже 10 июля сознался, что в 1932 году был вовлечён И. П. Беловым в военно-фашистский заговор. Ведущий дело Федько начальник 2-го Управления (управление особых отделов) НКВД СССР комбриг Н. Н. Фёдоров, докладывая о своём «успехе» первому заместителю наркома НКВД СССР комкору М. П. Фриновскому, подтвердил, что изначально Федько отказывался от показаний и на допросах и на очных ставках, но после того, как Фёдоров «набил ему морду и посадил в карцер», тот во всём сознался. В своем заявлении после ареста Федько писал о Фёдорове : «Следователь мне сказал : Враг ты или нет, я не знаю, но показания давать будешь.». В результате усилий следствия Федько оговорил К. А. Мерецкова, А. И. Жильцова и ещё несколько человек.
Внесен в список Л.Берии-А.Вышинского от 15.2.1939 г. по 1-й категории. Приговором Военной коллегии Верховного Суда СССР от 26 февраля 1939 года приговорён к смертной казни и в тот же день расстрелян. Место захоронения- «могила невостребованных прахов» № 1 крематория Донского кладбища.
После смерти Сталина был реабилитирован посмертно определением Военной коллегии Верховного Суда СССР от 26 мая 1956 года.
Комбриг Н. Н. Фёдоров был арестован осенью 1938 года, осужден и расстрелян в феврале 1940 года как сообщник Н. И. Ежова и М. П. Фриновского. Признан не подлежащим реабилитации в 2013 году.

## Семья
Жена — Зинаида Михайловна, врач по специальности, была арестована в июле 1938 года и осуждена в феврале 1939 года на пять лет лагерей «за недоносительство».

## Воинские звания
- рядовой (с 31 декабря 1915)
- ефрейтор (с 09 июля 1916)
- младший унтер-офицер (???)
- юнкер 4-й Киевской школы прапорщиков (с 24 февраля 1917)
- прапорщик армейской пехоты (с 24 июня 1917, утверждено 16.10.1917)[13]
- комкор (с 1925)???
- командарм 2-го ранга (с 20 ноября 1935)[14]
- командарм 1-го ранга (с 20 февраля 1938)[15]

## Награды
Награды советских республик и СССР:
- Четыре ордена Красного Знамени РСФСР[16] (27.10.1919, 24.04.1921, 05.06.1921, 27.06.1924)
- Орден Трудового Красного Знамени Таджикской ССР № 36 (07.12.1930)
- Орден Трудового Красного Знамени ЗСФСР (07.03.1932)
- Орден Ленина № 3584 (22.02.1938[17])
- Медаль «XX лет Рабоче-Крестьянской Красной Армии» (22.02.1938).

## Память

Мемориальная доска командарму Федько в Николаеве (фото 2013 года)

- В честь И. Ф. Федько была названа одна из улиц Кишинёва в секторе Рышкановка и профтехучилище на улице Измайловской (впоследствии Измаильской) (после распада СССР улица Федько была переименована в честь молдавского писателя Алеку Руссо).
- В Феодосии И. Ф. Федько установлен памятник.[18]
- В УССР в честь Федько были названы улицы в областных центрах Сумы и Донецк, городе Ромны Сумской области, городе Фастов Киевской области. В городе Николаеве на здании старого вокзала, рядом с которым в 1919 году находился штаб 58-й стрелковой дивизии РККА, была установлена мемориальная доска.
- Памятник Федько был установлен в Ромнах, на Привокзальной площади, снесён в ходе декоммунизации (сохранился постамент).
  - На Украине в 2015 году Федько был включён в список лиц, подпадающих под закон о декоммунизации.
- В честь Федько названы улицы:
  - Крым — в городах Севастополь, Симферополь, Евпатория и Феодосия
  - Приднестровье — в городах Тирасполь и Бендеры
  - Молдавия — в городе Оргеев и столице гагаузской автономии Комрате
  - Белоруссия — в городе Барановичи
- танкер проекта 1596 «Командарм Федько», в 1976 году спущенный на воду Херсонским судостроительным заводом[1], приписанный к Грузинскому морскому пароходству.
- школа номер 13 в городе Феодосия названа его именем[1].